# DJ Got Us Fallin' in Love
"DJ Got Us Fallin' in Love" là một bài hát của ca sĩ người Mỹ Usher hợp tác với rapper người Mỹ Pitbull nằm trong đĩa mở rộng đầu tiên của Usher, Versus (2010). Pitbull tham gia sáng tác ca khúc cùng với Savan Kotecha và các nhà sản xuất Max Martin và Shellback. Ban đầu, bài hát được viết cho album Loud (2010) của Rihanna nhưng bị từ chối. Hãng đĩa LaFace Records và Jive Records phát hành "DJ Got Us Fallin' in Love" ở định dạng phát thanh vào ngày 12 tháng 7 năm 2010, trở thành đĩa đơn mở đường cho Versus. Ngày tiếp theo, bài hát góp mặt trên các đài phát thanh hit đương đại, rhythmic đương đại và mainstream tại Hoa Kỳ, riêng LaFace thì phát hành đĩa đơn ở định dạng tải kỹ thuật số ở iTunes Store.
Về phần nhạc, "DJ Got Us Fallin' in Love" thuộc thể loại nhạc dance club, R&B và hip hop hòa trộn với phong cách cao trào của Europop tập trung nhiều ở phần điệp khúc. Lời bài hát kể về một cặp đôi yêu nhau tại một bữa tiệc do DJ chơi nhạc cùng như là lời kêu gọi mọi người cùng nhau đắm chìm vào bầu không khí tiệc tùng. "DJ Got Us Fallin' in Love" đã nhận về những đánh giá từ trái chiều đến tích cực từ các nhà phê bình. Nhiều cây viết khen ngợi phần nhạc khí và giọng ca của Usher, nhưng cũng có nhiều người chỉ trích bài hát thiếu đi tính đổi mới và lời rap của Pitbull mang tính quảng bá hình tượng. Về mặt thương mại, "DJ Got Us Fallin' in Love" trở thành một trong những đĩa đơn thành công của Usher khi đạt đến top 3 tại Canada, Hungary, Pháp và Úc. Bài hát vươn lên hạng 4 trên bảng xếp hạng Billboard Hot 100 và được Hiệp hội Công nghiệp ghi âm Hoa Kỳ chứng nhận đĩa 8× Bạch kim.
Video âm nhạc của "DJ Got Us Fallin' in Love" do Hiro Murai đạo diễn, chủ yếu cho thấy Usher vừa hát vừa khiêu vũ bằng các động tác nhảy krump và Crip Walk tại khung cảnh tiệc tùng của câu lạc bộ. Cả Usher lẫn Pitbull đều đã từng biểu diễn "DJ Got Us Fallin' in Love" tại một số chương trình trực tiếp và đưa bài hát vào danh sách tiết mục ở các chuyến lưu diễn của họ. Phần trình diễn tại giải Video âm nhạc của MTV năm 2010 của Usher đã nhận về lời khen ngợi và được so sánh với Michael Jackson. Một phiên bản parody chủ đề Minecraft của bài hát do một kênh YouTube thực hiện đã từng xác lập ba kỷ lục trong Sách Kỷ lục Guinness. Bên cạnh nhiều ấn phẩm vinh danh ca khúc là một trong những bài hát tiêu biểu của Usher, "DJ Got Us Fallin' in Love" từng đoạt giải "Bài hát được biểu diễn nhiều nhất" tại giải thưởng Âm nhạc Pop ASCAP năm 2011, giải BMI Luân Đôn năm 2011 và giải BMI Pop năm 2012.

## Bối cảnh và phát hành

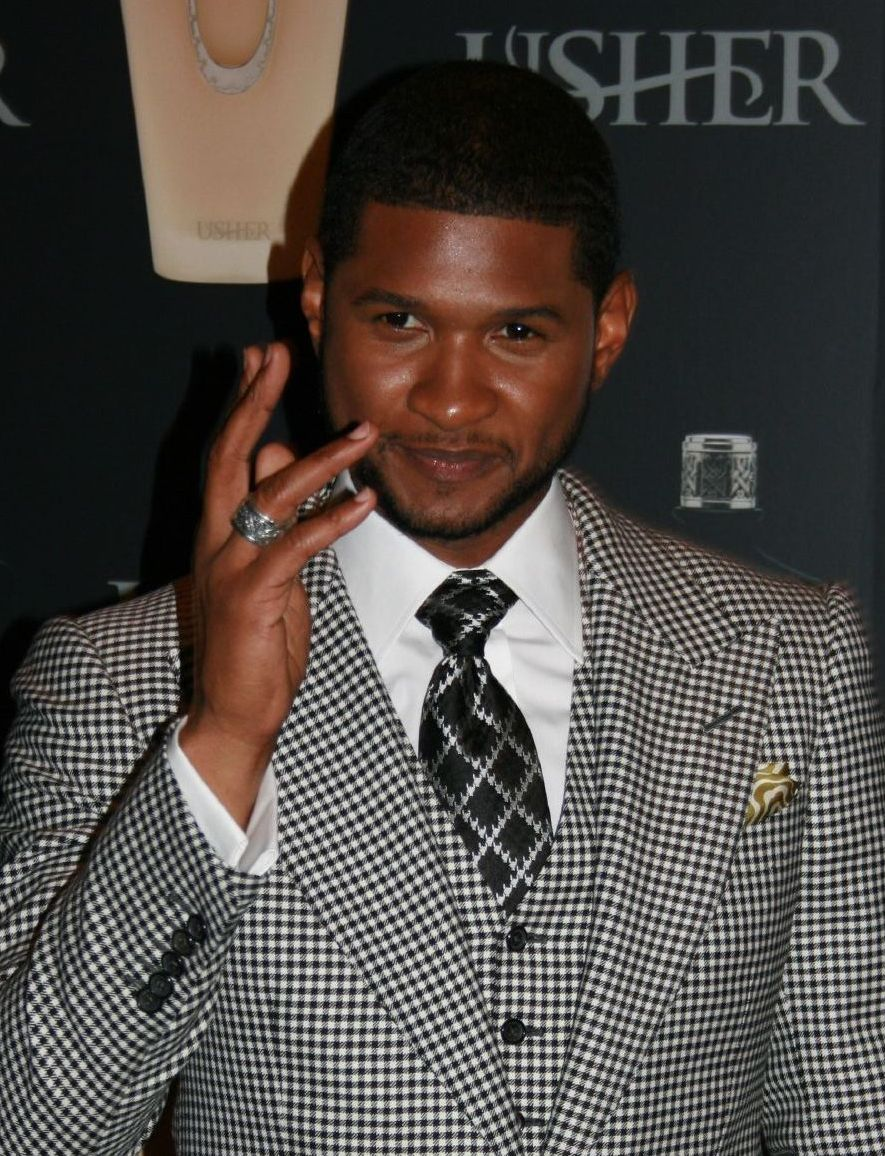
Thành công với Raymond v. Raymond, Usher (hình) phát hành một EP làm phần kế tiếp cho album và chọn "DJ Got Us Fallin' in Love" làm đĩa đơn chủ đạo.

Sau sự việc đệ đơn ly hôn với người vợ Tameka Foster dẫn đến đời tư bị mổ xẻ, Usher tiết lộ trong một cuộc phỏng vấn với People rằng album phòng thu thứ sáu của anh sẽ "đặc biệt, mạo hiểm và sắc sảo và đôi khi sẽ bàn về trải nghiệm sống của bản thân." Tháng 3 năm 2010, nam ca sĩ phát hành album với tên gọi Raymond v. Raymond và đạt được thành công về mặt thương mại với hai đĩa đơn "OMG" (quán quân bảng xếp hạng Billboard Hot 100) và "There Goes My Baby". Đến ngày 8 tháng 7 năm 2010, Usher rục rịch phát hành một đĩa mở rộng phần kế tiếp mang tên Versus gồm 8 bài hát mới, với nội dung của EP sẽ khai thác khía cạnh độc thân mới mẻ và làm cha của nam ca sĩ. Usher công bố "DJ Got Us Fallin' in Love" (hợp tác với Pitbull) là đĩa đơn mở đường cho Versus và là bài thứ hai trong danh sách ca khúc đĩa mở rộng.
"DJ Got Us Fallin' in Love" là bài hát do Savan Kotecha sáng tác cùng với Pitbull và hai nhà sản xuất cho bài hát là Max Martin và Shellback. Họ góp mặt tại các phòng thu bên Los Angeles cùng với nhiều nhà sáng tác khác để độc quyền sáng tác cho album Loud của Rihanna trong hai tuần. Đến cuối cùng, "DJ Got Us Fallin' in Love" trở thành một trong khoảng 200 ca khúc được sáng tác cho Loud, song đội ngũ của nữ ca sĩ người Barbados đã từ chối. Martin mang bài hát đến hãng thu âm của Usher và bảo rằng nam ca sĩ chắc chắn sẽ phù hợp. Sau khi nghe thử, Usher đã bày tỏ yêu thích trước giai điệu đặc biệt của ca khúc mà anh cho đó là xuất sắc. Quá trình thu âm của ca khúc diễn ra tại Maratone Studios, Stockholm, Thụy Điển và Conway Studios, Los Angeles, California do Sam Holland và Emily Wright phụ trách thực hiện. Serban Ghenea đảm nhận công việc trộn nhạc tại MixStar Studios. Khi trả lời phỏng vấn về quá trình làm việc cùng với Martin và Pitbull, Usher cảm thấy lạ lẫm vì lần đầu tiên anh thực hiện một ca khúc khác biệt so với những tác phẩm trước kia của anh. Nam ca sĩ tường thuật rằng đoạn rap của Pitbull đã giúp anh mở mang về văn hóa âm nhạc Latinh, cũng như góp phần thúc đẩy danh tiếng và nhu cầu hợp tác của anh từ phía khán giả ở Nam Mỹ.
Ngày 9 tháng 7 năm 2010, Usher đăng tải "DJ Got Us Fallin' in Love" lên trang chính thức UsherWorld.com để cho khán giả thưởng thức trước, với lời rap của Pitbull khác biệt so với phiên bản làm đĩa đơn phát thanh chính thức. Bài hát được phát hành làm đĩa đơn phát thanh vào ngày 12 tháng 7 năm 2010. Hãng đĩa LaFace Records hợp tác cùng Jive Records đưa "DJ Got Us Fallin' in Love" lên các đài phát thanh hit đương đại, rhythmic đương đại và mainstream tại Hoa Kỳ vào ngày 13 tháng 7 năm 2010, riêng LaFace thì phát hành bài hát ở định dạng tải kỹ thuật số ở iTunes Store cùng ngày.

## Nhạc và lời
"DJ Got Us Fallin' in Love" là một bài hát sử dụng cấu trúc đoạn hook là phân khúc–điệp khúc với các nốt có độ dài tương đối ngắn ở phần phân khúc. Bài hát được biên soạn ở khóa Sol thứ với nhịp độ trung bình đạt 120 nhịp mỗi phút, và sử dụng tiến trình hợp âm Gm-F-E♭. "DJ Got Us Fallin' in Love" thuộc thể loại nhạc dance club, Europop, R&B và hip hop. Kể từ năm 2009, Max Martin bắt đầu hòa trộn hai thể loại nhạc club và EDM vào các bản sáng tác pop. Vẫn đi theo phong cách sáng tác bài hát đậm nét Thuỵ Điển và rất đặc trưng dưới thời phòng thu Cheiron, phần nhạc nền của bài hát do Martin phụ trách sản xuất có chứa giai điệu nghiêm túc của câu lạc bộ tại Miami cùng với đoạn synth nhịp đập mạnh mang nét giống với bài hát "California Gurls" (2010) của nữ ca sĩ người Mỹ Katy Perry qua câu hát: "Ain't I seen you before? / I think I remember those eyes, eyes, eyes." Biên tập viên cấp cao Tom Breihan đến từ Stereogum đã đánh giá quá trình phối khí của "DJ Got Us Fallin' In Love" của Martin và Shellback giống như "pho mát nguyên chất", với phần nhạc cụ là đàn organ điện tử theo phong cách châu Âu và tiếng trống bass lớn. Cây viết Matthew Wilkening biên tập cho trang web AOL Radio Blog gọi "DJ Got Us Fallin' in Love" là một bài hát có thể "tạo dựng nhiều cuộc tình mới trên sàn nhảy vào mùa hè [năm 2010]".
Về mặt nội dung, "DJ Got Us Fallin' in Love" nói về mối quan hệ của cặp đôi trên sàn nhảy và nhờ DJ chơi nhạc mà họ đã yêu nhau một cách thần kỳ. Bên cạnh đó, Usher còn muốn mời gọi mọi người cùng hòa mình vào niềm vui thú tại bữa tiệc qua dòng lời: "Cause baby tonight, the DJ got us falling in love again / So dance, dance like it's the last, last night of your life, life, gon' get you right." Ngoài ra ở đoạn đầu của ca khúc, nam ca sĩ đã thể hiện rằng câu lạc bộ là một nơi trú ẩn khỏi thực tế đầy ngột ngạt qua câu hát: "So we back in the club with the bodies rockin' from side to side / Thank God the week is done, I feel like a zombie gone back to life". Usher diễn giải với USA Today rằng, "Bạn bật TV lên và chứng kiến mọi thứ tiêu cực. 'DJ Got Us Fallin' in Love' là một bài hát đem lại trải nghiệm cuối tuần: Tôi đã làm việc cật lực cả tuần lễ, và giờ tôi đang trở lại với thế nào là cuộc đời thực sự." Phần hook trong bài hát là đoạn rap của Pitbull đan xen giữa tiếng Anh và tiếng Tây Ban Nha Cuba. Tuy nhiên, nam rapper ở phiên bản nghe trước trực tuyến có lời rap bớt rụt rè hơn và mang ý định tình dục rõ ràng hơn phiên bản chính thức: "In the cover the music / Get naked baby." Nhà phê bình Bill Lamb đến từ trang About.com cảm nhận rằng tiết tấu của ca khúc tập trung phần lớn vào lúc Usher hát bằng "niềm đam mê thích đáng" ở đoạn điệp khúc. Giọng hát của Usher trải dài từ nốt trầm nhất là G4 đến nốt cao nhất là B♭5. Phát biểu với Digital Spy, Usher nói về "DJ Got Us Fallin' in Love" rằng ca khúc đã chứng minh "bạn có thể có chút gợi ý về nhạc pop mà không làm mất đi cái chất của R&B, tất cả hoàn toàn nằm ở giọng hát."

## Đánh giá chuyên môn

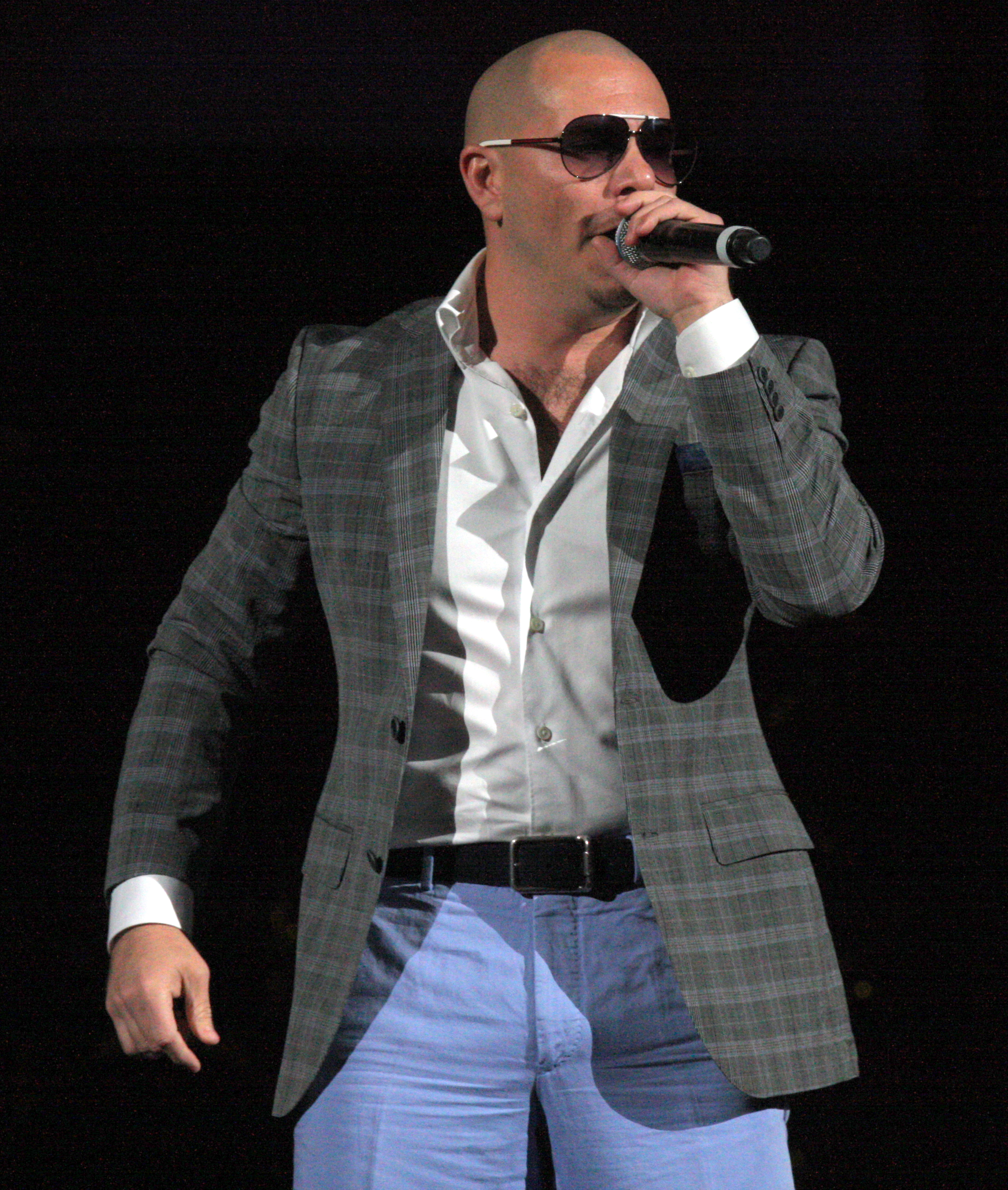
Đoạn rap mang tính quảng bá hình tượng của Pitbull (hình) nhận về những phản ứng trái chiều từ giới phê bình.

Giới chuyên môn đã để lại những đánh giá trái chiều cho "DJ Got Us Fallin' in Love", chủ yếu những chỉ trích đều tập trung phần lớn vào việc ca khúc thiếu đi tính đổi mới cũng như phần rap của Pitbull. Nhà nghiên cứu học thuật Carter F. Hanson đã cảm nhận rằng mặc dù Usher vốn tập trung vào vũ đạo để gợi lên cảm giác lãng mạn nhưng thông qua "DJ Got Us Fallin' in Love", nam ca sĩ đã biến câu lạc bộ "thành một địa đàng không tưởng tạm thời do một DJ chủ trì" bằng cách kết hợp giai điệu nhạc pop đại chúng dành cho những dịp cuối tuần với phong cách nhạc dance sung sức đầy thôi miên. Andy Kellman đến từ trang AllMusic đã chọn "DJ Got Us Fallin' in Love" làm ca khúc tiêu biểu của Versus bên cạnh "Hot Tottie" và "There Goes My Baby". Michael Nelson xuất bản cho ấn phẩm Stereogum đã nhận định "DJ Got Us Fallin' In Love" thậm chí còn lớn hơn những đĩa đơn trong Raymond v. Raymond và trở thành một trong những bản hit thành công nhất của Usher: "Đó là bài hát bạn đã nghe hơn 20 lần trong 5 năm qua khi bạn rời khỏi nhà hơn 20 lần trong 5 năm qua". Ngoài đoạn rap của Pitbull là "hoàn hảo", Breihan còn tán tụng giai điệu của ca khúc "là những tuyệt tác trong toán học" và hay hơn cả ca khúc quán quân "OMG".
Cây viết Michael Menachem đến từ Billboard nhận xét phần rap của Pitbull đã tiếp sức cho bài hát và khoảng âm vực cao của Usher "ăn khớp một cách liền mạch với nhịp nhạc dance". Anh cho rằng tuy phần lời lặp lại của "DJ Got Us Fallin' in Love" trở thành điểm trừ nhưng ca khúc vẫn có thể "giữ những người đi chơi ở câu lạc bộ nhún nhảy trong nhiều tháng sắp tới". Brennan Carley viết cho tạp chí Spin nhận định tuy "DJ Got Us Fallin' in Love" không phải là bài hát đứng đầu bảng xếp hạng nhưng "Usher luôn là một tắc kè hoa âm thanh biết bắt kịp xu hướng và biến đổi khả năng thanh nhạc hú hét vượt trội", thông qua bài hát này mà đã đưa nam ca sĩ từ ngôi sao R&B đến với câu lạc bộ. Sarah Rodman đến từ báo điện tử Boston.com đã diễn tả "DJ Got Us Fallin' in Love" là bản hit nhạc sàn đập mạnh và có thể lôi kéo người nghe đắm mình vào giai điệu của âm nhạc". Cây bút Brad Wete soạn bài cho Entertainment Weekly tuyên bố rằng Usher đang có thêm một bản hit khác trong tay và chuẩn bị "thiêu rụi đài phát thanh vào tuần sau [ngày phát hành]". Anh nhận xét về phần lời là "không có gì đặc biệt lắm" mà chỉ đơn giản là một bản ghi âm thú vị nói về DJ xoay đĩa đúng giai điệu và tiếp sức cho buổi tiệc.
Nhà báo Nekesa Mumbi Moody đến từ hãng thông tấn Associated Press đánh giá phần thể hiện của Usher ít có tiếng vang hơn phần nhạc khí câu lạc bộ chuẩn mực của bài hát. Shahryar Rizvi soạn báo cho tờ khổ nhỏ Dallas Observer cảm thấy mặc dù Usher muốn mở rộng ranh giới sang chất âm điện tử nhưng "DJ Got Us Fallin' in Love" nghe giống như một bản nhạc dễ bị lãng quên đến từ Taio Cruz hơn là một nghệ sĩ R&B tạo nên đột phá. Rizvi phê bình phần hợp tác của Pitbull là "dị ứng với tiền" và gọi đoạn rap của nam rapper là "pitgin". Nhà phê bình Bill Lamb ở trang About.com dành tặng bài hát 3,5 trên 5 sao và lời khen cho giọng ca đầy truyền cảm của Usher cũng như đoạn điệp khúc dễ nhớ của bài hát. Tuy nhiên, anh đã chỉ trích màn hợp tác với Pitbull và chê bai rằng đoạn rap của nam rapper gốc Cuba đã vô tình biến thành trò mánh lới thương mại của ca khúc, đồng thời Lamb khẳng định "DJ Got Us Fallin' in Love" chưa thực sự hay bằng bản hit "OMG" (2010) gần nhất tại thời điểm đó của Usher. Hai tác giả Pam McAuslan và Marie Waung đã lấy câu hát "Mr. Worldwide as I step in the room" của Pitbull làm ví dụ cho cách nam rapper quảng bá bản thân bằng hình thức nhắc tên trong bài hát.
Fraser McAlpine đảm nhận chuyên mục bên BBC Music chấm cho bài hát 3 trên 5 sao. Anh chỉ trích đoạn rap của Pitbull là nửa vời, thiếu suy nghĩ và lười biếng về mặt trữ tình cùng với lời bài hát của "DJ Got Us Fallin' in Love" chứa những từ khóa được nhắc đi nhắc lại từ chỗ này đến chỗ kia để phù hợp với yêu cầu của giai điệu. Phía bên dưới bài nhận định BBC Music còn có một số ý kiến như PopSeeker đã phát biểu: "Đó chỉ là công thức bảng xếp hạng electropop hệt như Gaga cũ kỹ đang thống trị [trong năm 2010]." DJ Booth bảo rằng "DJ Got Us Fallin' In Love" chính là định nghĩa của "một kẻ đốt cháy câu lạc bộ đầy sức sống", còn Beat Match City thì chê bai bài hát "tầm thường đến mức trong lần nghe đầu tiên, tôi đã nghĩ đến ít nhất từ ba hoặc bốn bản hit gần đây khác." Nhà báo Jeff Weiss biên tập cho tờ Los Angeles Times nhìn nhận đĩa nhạc còn chung chung do Usher hát những ca từ tán dương đại khái trước mắt một người tình nhân ở nền nhạc Eurovision do Max Martin sản xuất. Eric Henderson chấp bút cho tạp chí Slant Magazine đã bày tỏ bất bình trước bài hát và nói rằng không chỉ không thể phân biệt được "DJ Got Us Fallin' In Love" với bất kỳ bản nhạc hit câu lạc bộ đập mạnh sung sức quá mức nào khác mà đây lại là một trong những bài hát duy nhất mà "Usher Raymond đã thừa nhận thuốc kích dục còn mạnh mẽ hơn cơ bụng của anh ấy."

## Thành tựu và di sản
"DJ Got Us Fallin' in Love" được vinh danh "Bài hát được biểu diễn nhiều nhất" tại giải thưởng Âm nhạc Pop ASCAP năm 2011, và được đề cử tại giải thưởng Âm nhạc Dance Quốc tế lần thứ 26 ở hạng mục "Bài hát Pop Dance xuất sắc nhất". Ca khúc đoạt giải BMI Luân Đôn năm 2011 và giải BMI Pop năm 2012. Bên cạnh "Whataya Want from Me" (2009) của Adam Lambert, "DJ Got Us Fallin' in Love" đã giúp Martin đoạt giải "Nhạc sĩ sáng tác bài hát của năm" lần thứ tư tại giải thưởng Âm nhạc Pop ASCAP năm 2011. Ca khúc đứng ở vị trí thứ 49 trong danh sách 100 bài hát nhạc pop của thập niên 2010 theo chuyên trang xếp hạng âm nhạc Rock on the Net. Nhà báo âm nhạc Rob Sheffield của Rolling Stone xếp bài hát ở vị trí thứ 8 trong số 25 đĩa đơn của 2010 và bảo rằng Usher "đã thử rồi thất bại với 'OMG' đáng độn thổ nhưng đến bài hát này thì lại thành công rực rỡ." Nelson đặt "DJ Got Us Fallin' in Love" ở vị trí thứ 14 trong danh sách 30 bài hát hay nhất do Martin sáng tác và sản xuất: "Đó là một bản nhạc Euro-EDM nghe giống một bài hát của Martin hơn là một bài hát của Usher". Trong các năm 2021 và 2024, Jacob Uitti đến từ tạp chí American Songwriter đã lần lượt đưa ca khúc vào danh sách 10 bài hát hàng đầu của Usher và 5 nhạc phẩm lãng mạn trữ tình nhất của nam ca sĩ với phần điệp khúc được Usher thể hiện bằng tâm trạng sâu sắc và trọn vẹn.
Dylan Green của trang Vulture thì xướng tên "DJ Got Us Fallin' in Love" ở vị trí thứ 36 trong danh sách xếp hạng 175 bài hát của Usher và gọi đây là "một bản thánh ca dành cho tình yêu không thể tránh khỏi tựa như cái chết và thuế má." Katie Atkinson cùng các đồng nghiệp tại Billboard xếp "DJ Got Us Fallin' in Love" ở vị trí thứ 33 trong 50 bài hát xuất sắc nhất của Usher. Atkinson nhận xét rằng sự kết hợp giữa phần lời lẫn giọng hát falsetto của nam ca sĩ, nhịp điệu Europop đập mạnh và phân khúc rap ăn khớp hoàn hảo của Pitbull đã đưa đến nhiều cuộc gặp gỡ trên sàn nhảy ngoài đời thực cũng như khiến nhiều người đi tiệc phải ướt đẫm mồ hôi khi DJ chơi đúng bài hát. Sức thành công của "DJ Got Us Fallin' in Love" (cùng với những bản nhạc tên tuổi trước đó của nhóm nhạc nam Ireland Westlife) đã lập tức đưa Savan Kotecha đến chương trình truyền hình thực tế The X Factor Anh Quốc thông qua cuộc gọi lời mời từ Simon Cowell và trở thành một người góp phần dựng nên một trong những hiện tượng nhạc pop lớn là nhóm nhạc nam One Direction với ca khúc "What Makes You Beautiful" và album đầu tay Up All Night. Kotecha trả lời với The Fader rằng "tôi không biết liệu tôi có muốn làm gì lúc đó hay không bởi vì tôi chỉ vừa mới sở hữu bản hit lớn [...] cùng với Usher. Cuối cùng tôi đã có được những bản hit toàn cầu ở Mỹ với những nghệ sĩ trong mơ này." Năm 2019, học giả Hyniea Gardner đến từ đại học Harvard đã chọn "DJ Got Us Fallin' in Love" làm ví dụ cho sự ảnh hưởng của nền âm nhạc người Mỹ gốc Phi đối với âm nhạc đại chúng Hàn Quốc khi âm thanh "Boombayah" (2016) của nhóm nhạc nữ Hàn Quốc Blackpink có điểm tương đồng với bài hát.

## Diễn biến thương mại
Tại Hoa Kỳ, "DJ Got Us Fallin' in Love" ra mắt ở vị trí thứ 19 trên bảng xếp hạng Billboard Hot 100 tuần lễ ngày 31 tháng 7 năm 2010, trở thành bài hát mở màn ở vị trí trong top 20 lần thứ hai của Usher trong năm 2010 sau "OMG" (tuần đầu đạt vị trí thứ 14 vào tháng 4 năm 2010). Sau khi "Hot Tottie" thực hiện cú nhảy vọt từ hạng 88 lên hạng 25 trong tuần ngày 11 tháng 9 năm 2010, Usher lập thành tích lần đầu tiên trong sự nghiệp ở vai trò hát chính có bốn đĩa đơn cùng lúc trụ top 40 Hot 100, bên cạnh "DJ Got Us Fallin' in Love" (hạng 5), "OMG" (hạng 20) và "There Goes My Baby" (hạng 40). "DJ Got Us Fallin' in Love" tiếp tục tăng hạng lên vị trí cao nhất là thứ 4 vào tuần ngày 9 tháng 10 năm 2010 và trụ hạng tổng cộng 30 tuần trên Billboard Hot 100. Đĩa đơn đạt hạng 2 ở bảng xếp hạng Pop Songs và hạng 12 ở bảng xếp hạng Adult Pop Songs.
Billboard xếp "DJ Got Us Fallin' in Love" lần lượt ở vị trí thứ 24 và 65 trên hai bảng xếp hạng Hot 100 cuối năm 2010 và năm 2011. Ca khúc góp mặt trong danh sách bài hát Pop Songs xuất sắc nhất mọi thời đại (1992–2017) của Billboard ở vị trí thứ 62. Tính đến tháng 2 năm 2011, "DJ Got Us Fallin' in Love" đã bán được 3 triệu bản theo Nielsen SoundScan, trở thành đĩa đơn thứ hai của cả Usher và Pitbull đạt cột mốc này ("OMG" bán được 3.957.000 bản, còn "I Like It" do Enrique Iglesias hợp tác với Pitbull thì bản được 3.197.000 bản). Trong số phát hành ngày 21 tháng 5 năm 2011, Billboard công bố "DJ Got Us Fallin' in Love" nhận được chứng nhận BDS từ Nielsen Broadcast Data Systems ở cột mốc 500.000 lượt spin đài phát thanh. Bài hát cán mốc doanh số 4 triệu đơn vị tiêu thụ tại Hoa Kỳ tính đến tháng 4 năm 2013. Sang tháng 6 năm 2014, "DJ Got Us Fallin' in Love" bán được 4.198.000 triệu bản ở Hoa Kỳ. Tháng 2 năm 2024, Hiệp hội Công nghiệp Ghi âm Hoa Kỳ chứng nhận ca khúc đĩa 8× Bạch kim nhờ vào tổng doanh số đạt khoảng 8 triệu đơn vị.
"DJ Got Us Fallin' in Love" vươn lên hạng 2 ở bảng xếp hạng Canadian Hot 100 và được Hiệp hội Công nghiệp ghi âm Canada (CRIA) chứng nhận đĩa 2× Bạch kim với doanh số đạt 160.000 bản tính đến cuối tháng 11 năm 2010. Bài hát đạt hạng cao nhất ở vị trí thứ 3 trên bảng xếp hạng bảng xếp hạng đĩa đơn ARIA và đạt chứng nhận đĩa 6× Bạch kim từ Hiệp hội Công nghiệp ghi âm Úc (ARIA). "DJ Got Us Fallin' in Love" leo lên hạng 4 ở bảng xếp hạng đĩa đơn New Zealand, và được Recorded Music NZ (RIANZ) chứng nhận đĩa Bạch kim. "DJ Got Us Fallin' in Love" đạt đĩa Bạch kim ở México và Thụy Sĩ do AMPROFON và IFPI lần lượt chứng nhận. Ở những quốc gia và khu vực khác, ca khúc đạt hạng 3 ở bảng xếp hạng European Hot 100 của châu Âu, lọt vào top 5 ở Hungary (3), Pháp (3), Thụy Sĩ (4), Đức (5) và Áo (5).

## Video âm nhạc

Hình minh họa cho thấy Usher vừa ca hát vừa khiêu vũ tại khung cảnh tiệc tùng. Đây là nội dung chủ yếu của video âm nhạc cũng như lời bài hát của "DJ Got Us Fallin' in Love".

Video âm nhạc của "DJ Got Us Fallin' in Love" được công chiếu lên trang Vevo vào ngày 25 tháng 8 năm 2010 do Hiro Murai phụ trách đạo diễn. Murai bắt tay vào công việc đạo diễn cách đó khoảng một năm và từng làm việc cho video âm nhạc "Airplanes" của rapper người Mỹ B.o.B hợp tác với ca sĩ pop punk Hayley Williams. Ngoài ra, vị đạo diễn còn được nhiều người biết đến qua phong cách thử nghiệm công nghệ mô phỏng hình ảnh bằng máy tính (CGI) để dàn dựng những cảnh quay phức tạp sao cho ăn khớp với âm thanh nhạc số của thể loại trap, hip hop, pop và indie. Usher đã lựa chọn hợp tác với Murai là vì anh mong muốn một đạo diễn không chỉ thấu hiểu về khiêu vũ mà còn hiểu cả hiệu ứng đặc biệt. Sau khi Murai gửi cho nam ca sĩ ý tưởng về hiệu ứng làm chậm hoặc tăng tốc những người quẩy tiệc một chút, Usher cảm thấy hấp dẫn ngoài sức tưởng tượng so với lúc đầu của anh chỉ là thực hiện một video thông thường toàn là khiêu vũ duy nhất.
Mở đầu video âm nhạc là một khung cảnh tàn tiệc với vật dụng bừa bãi và chai thủy tinh bị rơi vỡ tại một câu lạc bộ. Tiếp đó là cảnh hiệu ứng quay ngược thời gian, những người dự tiệc (lúc này đang thực hiện động tác quẩy bữa tiệc và hoàn toàn bất động) xuất hiện, chai thủy tinh đảo ngược trở lại trạng thái nguyên vẹn và DJ bắt đầu chơi nhạc. Usher di chuyển vào cảnh tiệc từ cầu thang và đoạn hát đầu tiên bắt đầu. Nam ca sĩ vừa hát vừa nhảy múa, xen vào đó là cảnh anh vừa di chuyển vừa băng qua những người dự câu lạc bộ đang chuyển động chậm. Đến đoạn điệp khúc, mọi người bắt đầu quẩy với tốc độ bình thường và thỉnh thoảng lại chậm trở lại ở một số phân cảnh. Usher nhảy krump, băng qua đám đông và chuyển sang cảnh một căn phòng tối có cửa sổ lớn làm nền sáng phía sau. Tại đó, nam ca sĩ thực hiện vũ đạo cùng với hai vũ công nữ. Đến đoạn điệp khúc thứ hai, Usher quay trở lại khung cảnh tiệc tùng. Lần này, anh nhảy cùng mọi người nhưng mọi người thì vẫn thay đổi tốc độ chuyển động đan xen từ bình thường đến chậm rãi. Pitbull cũng góp mặt trong video, vừa thực hiện đoạn rap vừa ngồi ở khu vực VIP cùng với ba cô gái, trong đó camera vẫn đảo cảnh quay giữa Pitbull sang những người đi câu lạc bộ và Usher. Video âm nhạc "DJ Got Us Fallin' in Love" kết thúc bằng cảnh cuối Usher khiêu vũ cùng với một số người dự tiệc ở tốc độ bình thường, chủ yếu bằng động tác Crip Walk và nhảy krump. Sau đó, anh cảm ơn DJ bật nhạc và rời khỏi bữa tiệc.
Phỏng vấn cùng MTV News, đạo diễn Murai tiết lộ rằng anh đã nhanh chóng trở nên không hài lòng trước dự án video âm nhạc "DJ Got Us Fallin' in Love": "[...] qua một vài dự án như thế thì tôi đã nhận ra là không thể thực hiện được. Điều đó không nói lên được điều gì về một người nghệ sĩ. Nếu bạn đang tạo video Usher thì là bạn đang tạo video Usher, chứ không phải là bộ phim mà có bài hát của Usher ở trong đó." Chris Yuscavage đến từ tạp chí Vibe đã nhận xét một số điểm mạnh của video âm nhạc "DJ Got Us Fallin' in Love" rằng: Usher đã biết cách khuấy động bữa tiệc; vũ đạo của nam ca sĩ ở giữa video cùng với các vũ công tương đồng với video vixen; và động tác vung nắm tay tỏ vẻ thỏa mãn kiểu Jersey Shore. Anh chê những bước nhảy kiểu Matrix sến súa được hầu hết mọi người thực hiện ngoại trừ Pitbull; cảnh quay nam rapper ngồi ở khu vực VIP eo hẹp nhỏ bé; video âm nhạc không rõ ràng cho thấy Usher bày tỏ yêu thích DJ; và hình tượng của nam ca sĩ nhạt nhòa hơn so với video âm nhạc "Love in This Club" trước đó của anh. Bên cạnh khả năng diễn xuất của Usher, Jimmy Brown của Promonews khen ngợi Murai đã mang đến video âm nhạc sang trọng và đắt giá nhờ vào các cảnh quay bóng người được chiếu sáng từ phía sau (hay còn được gọi là ngược sáng) cũng như hiệu ứng chuyển động chậm. Trang VH1 xếp "DJ Got Us Fallin' in Love" trong danh sách top 40 video âm nhạc của năm 2010 tại vị trí thứ 30.

## Biểu diễn trực tiếp và sử dụng
Ngày 20 tháng 8 năm 2010, Usher lần đầu trình diễn "DJ Got Us Fallin' in Love" trên Good Morning America cùng với "OMG". Sang ngày 3 tháng 9, nam ca sĩ biểu diễn bài hát chung với "Yeah!" và "There Goes My Baby" ở chương trình The Early Show phát sóng trên đài CBS. Trong tháng 9 năm 2010, Usher còn biểu diễn "DJ Got Us Fallin' in Love" ở The Ellen DeGeneres Show, tại Jimmy Kimmel Live! (cùng với "There Goes My Baby") và trong tập cuối mùa năm America's Got Talent. Đến tháng 10, nam ca sĩ biểu diễn bài hát ở mùa bảy của The X Factor của Anh Quốc. Ngày 21 tháng 11 năm 2010, Usher hợp tác với nhóm gia đình Thụy Điển Swedish House Mafia để trình diễn "DJ Got Us Fallin' in Love" liên khúc với "Miami 2 Ibiza" và "One" tại giải thưởng Âm nhạc Mỹ năm 2010. Ngày 9 tháng 6 năm 2012, nam ca sĩ biểu diễn bài hát đơn ca tại Summertime Ball ở sân vận động Wembley, mặc dù Pitbull cũng góp mặt tại đó. Cùng năm, Usher biểu diễn "DJ Got Us Fallin' in Love" cho iTunes Festival ở Luân Đôn.
Đến ngày 19 tháng 9 năm 2014, Usher biểu diễn bài hát cùng "OMG" và "You Make Me Wanna" tại iHeartRadio Music Festival 2014. Ngày 27 tháng 5 năm 2021, nam ca sĩ trình diễn "DJ Got Us Fallin' in Love" tại giải thưởng Âm nhạc iHeartRadio năm 2021 liên khúc với nhiều bài hát khác. Usher đưa "DJ Got Us Fallin' in Love" vào danh sách tiết mục biểu diễn trong chuyến lưu diễn OMG Tour (2010–2011), UR Experience Tour (2014–2015), lưu diễn cư trú Las Vegas (2021–2023) và Past Present Future (2024–2025) của anh. Từ lúc "DJ Got Us Fallin' In Love" ra mắt, Pitbull đã thường xuyên biểu diễn đoạn rap bài hát này liên khúc các bài hát như "On the Floor", "Give Me Everything", "Timber" hoặc "Hotel Room Service" tại nhiều chương trình âm nhạc khác nhau. Nam rapper lần lượt biểu diễn bài hát trong chuyến hòa nhạc Planet Pit World Tour (2012), North American Tour (2013, cùng với Kesha), I Feel Good Tour (2021, cùng với Iggy Azalea), Can't Stop Us Now Tour (2022, cùng với Iggy Azalea) và The Trilogy Tour (2023–2024, cùng với Ricky Martin và Enrique Iglesias) của anh.
Trong khuôn khổ SM Town Live World Tour III (2012–2013), nhóm nhạc nữ Hàn Quốc Girls' Generation-TTS đã hát lại "DJ Got Us Fallin' in Love" cùng với bốn thành viên nhóm nhạc nam Hàn Quốc EXO: D.O., Chanyeol, Luhan và Sehun. Bài hát xuất hiện trong phim lãng mạn Mỹ Lovestruck: The Musical năm 2013 do cặp nhân vật của Drew Seeley và Chelsea Kane thể hiện. Một phiên bản parody chủ đề Minecraft của "DJ Got Us Fallin' in Love" với tên gọi "Revenge" do một kênh YouTube tên CaptainSparklez đăng tải vào ngày 19 tháng 8 năm 2011 đã lập ba kỷ lục trong Sách Kỷ lục Guinness: Video YouTube Minecraft được xem nhiều nhất; Machinima được xem nhiều nhất trên YouTube; Phim của fan dựa trên một trò chơi điện tử có nhiều lượt xem nhất. Năm 2023, "DJ Got Us Fallin' in Love" xuất hiện trong trò chơi điện tử Just Dance 2023 Edition ở mùa thứ ba tên "Beach, Summer & Vampires".

### Giải Video âm nhạc của MTV năm 2010

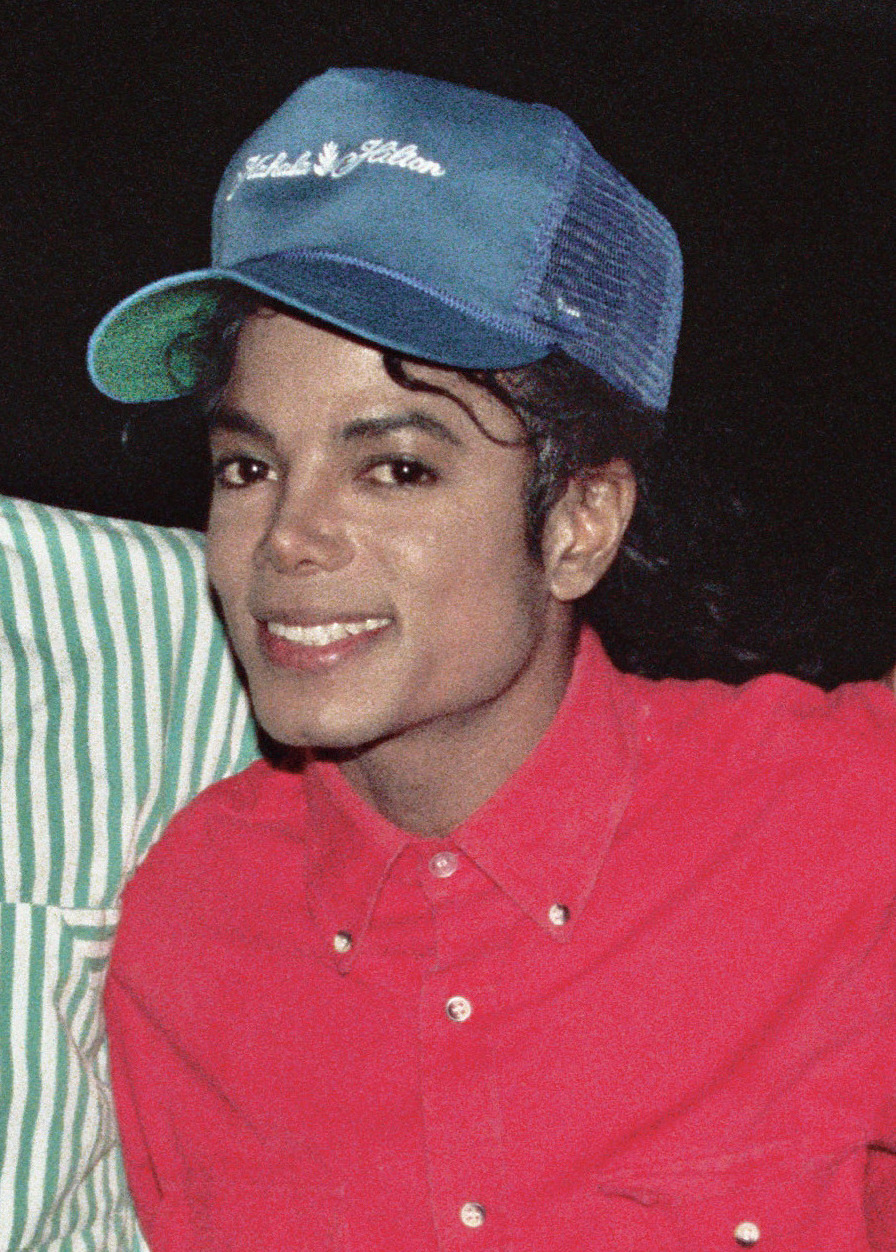
Giới phê bình đã so sánh vũ đạo của Usher trong giải Video âm nhạc của MTV năm 2010 với Michael Jackson.

Ngày 12 tháng 9 năm 2010, Usher trình diễn "DJ Got Us Fallin' in Love" với "OMG" tại giải Video âm nhạc của MTV năm 2010. Nhà sản xuất điều hành VMA Dave Sirulnick phát biểu với MTV News rằng, "Chúng tôi đã nói với anh ấy là 'chúng tôi muốn công chiếu màn khiêu vũ hay nhất trên truyền hình mà anh đã thực hiện trong nhiều năm. Hãy cho thấy tại sao anh là vua đi'" Cây bút Tamar Antai bên chuyên mục MTV Buzzworthy Blog đã có mặt tại buổi tập của chương trình và nhận định rằng đội ngũ VMA đang sắp sửa "tạo nên những kỳ công về mặt hình ảnh không chỉ chưa từng thấy và vô song trước đây tại VMAs mà còn ở trên TV." Tại lễ trao giải, Usher biểu diễn cùng với một nhóm vũ công nền, những người nam thì mặc trang phục giống bộ xương, còn những người nữ thì mặc áo liền quần, găng tay và ủng. Êkip sản xuất đã sử dụng đèn laser đỏ để tạo hiệu ứng sân khấu biến mất trong tiết mục "OMG". Ngoài ra còn có ánh đèn chiếu sáng phát lên chữ "O.M.G" và "Usher" trong lúc những vũ công được thả xuống từ trên trần nhà.
Màn trình diễn đã nhận được nhiều sự hoan nghênh. Antai đã diễn tả khả năng khiêu vũ của Usher bằng cụm từ "ma thuật lỏng" và nói rằng, "Anh ấy đã đưa [buổi biểu diễn] lên tầm cỡ sau tầm cỡ tiếp theo. Chính là cấp bậc căn hộ áp mái." Jayson Rodriguez nhận xét: "Ca sĩ ấy đã vừa di chuyển vừa nhảy múa một cách uyển chuyển, chứng tỏ anh ấy là ngôi sao R&B mà mọi người sẽ chú ý đến trong những khoảnh khắc quan trọng." Rochell D. Thomas, tuyên bố "Hãy gọi theo cách bạn muốn: tài năng, phong cách, kỹ năng... khi anh ấy bước lên sàn nhảy thì một vài chuyện bí ẩn từ anh ấy sẽ được bật mí và chữ G sẽ đi vào cảm xúc [của bạn]." Thomas tiếp tục bảo rằng vũ đạo của Usher có thể khiến "Michael Jackson quá cố phải ghen tị" nhờ vào kỹ thuật sân khấu "có thêm nhiều hiệu ứng đi kèm đặc biệt hấp dẫn hơn là chỉ đơn thuần phát một bản nhạc bom tấn mùa hè." Chris Ryan viết cho MTV Buzzworthy Blog cũng so sánh buổi biểu diễn với Jackson và chung quy gọi đây là, "Một phần đến từ 'Tron', một phần đến từ biểu diễn tia laser, một phần đến từ vũ đạo tri ân tên tuổi Michael Jackson, gộp lại lại thành một cảnh tượng ngoạn mục." Biên tập viên Claire Suddath của Time đã chấm màn trình diễn là A- và khen ngợi các vũ công nhảy mông rất cuốn hút. Cô bông đùa trừ nhẹ điểm vì Usher không những không chịu "cởi" để thấy "múi bụng" mà lại còn mặc thêm áo vào.

## Danh sách bài hát
| Đĩa đơn kỹ thuật số Hoa Kỳ 1. "DJ Got Us Fallin' in Love" – 3:42 Đĩa đơn CD Hoa Kỳ 1. "DJ Got Us Fallin' in Love" – 3:42 2. "More" - 3:49 Đĩa đơn kỹ thuật số New Zealand 1. "DJ Got Us Fallin' in Love" – 3:42 2. "Lil Freak" (Mig & Rizzo Extended Mix) – 5:36 Các bản remix kỹ thuật số Úc 1. "DJ Got Us Fallin' in Love" – 3:42 2. "DJ Got Us Fallin' in Love" (Almighty 12 Inch Mix) – 7:41 3. "DJ Got Us Fallin' in Love" (Almighty Radio Mix) – 3:38 4. "DJ Got Us Fallin' in Love" (Ad Brown Remix) – 7:36 5. "DJ Got Us Fallin' in Love" (2 Darc Drum 'n' Bass) – 2:37 6. "DJ Got Us Fallin' in Love" (2 Darc Funky House Remix) – 3:31 7. "DJ Got Us Fallin' in Love" (MK Ultras Mix) – 3:34 | Đĩa đơn CD Hoa Kỳ 1. "DJ Got Us Fallin' in Love" – 3:42 2. "OMG" (Cory Enemy Club Mix) – 5:50 Các bản remix kỹ thuật số Hoa Kỳ 1. "DJ Got Us Fallin' in Love" (HyperCrush Remix) – 4:05 2. "DJ Got Us Fallin' in Love" (Precize Club Mix) – 4:23 3. "DJ Got Us Fallin' in Love" (Precize Dub) – 4:23 4. "DJ Got Us Fallin' in Love" (Versatile Club Mix) – 5:54 5. "DJ Got Us Fallin' in Love" (Versatile Radio Mix) – 4:02 6. "DJ Got Us Fallin' in Love" (Versatile Dub) – 5:54 7. "DJ Got Us Fallin' in Love" (DJ Spider & Mr. Best Remix) – 6:07 8. "DJ Got Us Fallin' in Love" (Jump Smokers Radio Mix) – 4:05 9. "DJ Got Us Fallin' in Love" (Jump Smokers Club Mix) – 5:13 |

## Đội ngũ sản xuất
Thông tin phần ghi công được lấy từ phần ghi chú của Versus.
Địa điểm
- Thu âm – Maratone Studios, Stockholm, Thụy Điển; Conway Recording Studios, Los Angeles, California; Al Burna's Crib, Miami, Florida
- Trộn nhạc – MixStar Studios, Los Angeles, California

Đội ngũ
| - Sáng tác – Max Martin, Shellback, Savan Kotecha, Armando C. Pérez - Sản xuất và phối khí – Max Martin, Shellback - Thu âm – Sam Holland, Emily Wright - Thu âm giọng của Pitbull – Al Burna | - Trộn nhạc – Serban Ghenea - Kỹ thuật trộn nhạc – John Hanes - Chụp hình – Walid Azami - Kỹ thuật trộn nhạc bổ sung – Tim Roberts |

## Bảng xếp hạng
| Bảng xếp hạng (2010–2011)                | Vị trí cao nhất |
| ---------------------------------------- | --------------- |
| Úc (ARIA)                                | 3               |
| Áo (Ö3 Austria Top 40)                   | 5               |
| Bỉ (Ultratop 50 Flanders)                | 7               |
| Bỉ (Ultratop 50 Wallonia)                | 7               |
| Canada (Canadian Hot 100)                | 2               |
| Canada CHR/Top 40 (Billboard)            | 2               |
| CIS (Tophit)                             | 199             |
| Cộng hòa Séc (Rádio Top 100)             | 9               |
| Đan Mạch (Tracklisten)                   | 18              |
| Châu Âu (Eurochart Hot 100)              | 3               |
| Phần Lan (Suomen virallinen lista)       | 8               |
| Pháp (SNEP)                              | 3               |
| Đức (GfK)                                | 5               |
| Đức Airplay                              | 13              |
| Global Dance Tracks (Billboard)          | 5               |
| Hungary (Rádiós Top 40)                  | 3               |
| Ireland (IRMA)                           | 6               |
| Mexico Airplay (Billboard)               | 3               |
| Hà Lan (Dutch Top 40)                    | 5               |
| Hà Lan (Single Top 100)                  | 9               |
| New Zealand (Recorded Music NZ)          | 4               |
| Na Uy (VG-lista)                         | 9               |
| Poland (Dance Top 50)                    | 19              |
| Scotland (OCC)                           | 7               |
| Tây Ban Nha (PROMUSICAE)                 | 11              |
| Tây Ban Nha Airplay                      | 8               |
| Thụy Điển (Sverigetopplistan)            | 15              |
| Thụy Sĩ (Schweizer Hitparade)            | 4               |
| Ukraina Airplay (Tophit)                 | 76              |
| Anh Quốc R&B (OCC)                       | 3               |
| Anh Quốc (OCC)                           | 7               |
| Hoa Kỳ Billboard Hot 100                 | 4               |
| Hoa Kỳ Adult Contemporary (Billboard)    | 19              |
| Hoa Kỳ Adult Pop Airplay (Billboard)     | 12              |
| Hoa Kỳ Dance Club Songs (Billboard)      | 17              |
| Hoa Kỳ Hot R&B/Hip-Hop Songs (Billboard) | 51              |
| Hoa Kỳ Hot Latin Songs (Billboard)       | 16              |
| Hoa Kỳ Pop Airplay (Billboard)           | 2               |
| Hoa Kỳ Rhythmic (Billboard)              | 1               |

| Bảng xếp hạng (2024)            | Vị trí cao nhất |
| ------------------------------- | --------------- |
| Thế giới Global 200 (Billboard) | 185             |

| Bảng xếp hạng (2010)                 | Vị trí |
| ------------------------------------ | ------ |
| Úc (ARIA)                            | 10     |
| Áo (Ö3 Austria Top 40)               | 52     |
| Bỉ (Ultratop 50 Flanders)            | 36     |
| Bỉ (Ultratop 50 Wallonia)            | 72     |
| Canada (Canadian Hot 100)            | 20     |
| Châu Âu (European Hot 100 Singles)   | 62     |
| Pháp (SNEP)                          | 57     |
| Đức (Official German Charts)         | 41     |
| Hungary (Rádiós Top 40)              | 53     |
| Hà Lan (Dutch Top 40)                | 8      |
| Hà Lan (Single Top 100)              | 37     |
| New Zealand (Recorded Music NZ)      | 22     |
| Thụy Điển (Sverigetopplistan)        | 48     |
| Thụy Sĩ (Schweizer Hitparade)        | 35     |
| Anh Quốc (OCC)                       | 56     |
| Hoa Kỳ Billboard Hot 100             | 22     |
| Hoa Kỳ Mainstream Top 40 (Billboard) | 17     |
| Hoa Kỳ Rhythmic (Billboard)          | 12     |

| Bảng xếp hạng (2011)                  | Vị trí |
| ------------------------------------- | ------ |
| Canada (Canadian Hot 100)             | 46     |
| Pháp (SNEP)                           | 78     |
| Đức (Official German Charts)          | 98     |
| Hungary (Rádiós Top 40)               | 83     |
| Thụy Sĩ (Schweizer Hitparade)         | 72     |
| Hoa Kỳ Billboard Hot 100              | 65     |
| Hoa Kỳ Adult Contemporary (Billboard) | 45     |

| Bảng xếp hạng                        | Vị trí |
| ------------------------------------ | ------ |
| Hoa Kỳ Mainstream Top 40 (Billboard) | 62     |

## Chứng nhận
| Quốc gia | Chứng nhận  | Số đơn vị/doanh số chứng nhận |
| --- | ----------- | ----------------------------- |
| Úc (ARIA) | 6× Bạch kim | 420.000‡                      |
| Áo (IFPI Áo) | Vàng        | 15.000*                       |
| Bỉ (BEA) | Vàng        | 15.000*                       |
| Canada (Music Canada) | 2× Bạch kim | 160.000*                      |
| Đan Mạch (IFPI Đan Mạch) | Bạch kim    | 90.000‡                       |
| Đức (BVMI) | 2× Bạch kim | 1.000.000‡                    |
| Ý (FIMI) | Vàng        | 15.000‡                       |
| Nhật Bản (RIAJ) | Vàng        | 100.000*                      |
| México (AMPROFON) | Bạch kim    | 60.000*                       |
| New Zealand (RMNZ) | Bạch kim    | 15.000*                       |
| Hàn Quốc | —           | 943.449                       |
| Tây Ban Nha (PROMUSICAE) | Bạch kim    | 60.000‡                       |
| Thụy Điển (GLF) | Vàng        | 10.000‡                       |
| Thụy Sĩ (IFPI) | Bạch kim    | 30.000^                       |
| Anh Quốc (BPI) | 2× Bạch kim | 1.200.000‡                    |
| Hoa Kỳ (RIAA) | 8× Bạch kim | 8.000.000‡                    |
| * Chứng nhận dựa theo doanh số tiêu thụ. ^ Chứng nhận dựa theo doanh số nhập hàng. ‡ Chứng nhận dựa theo doanh số tiêu thụ và phát trực tuyến. |             |                               |

## Lịch sử phát hành
| Khu vực     | Ngày                 | Định dạng                                                                                | Hãng thu âm | Chú thích |
| ----------- | -------------------- | ---------------------------------------------------------------------------------------- | ----------- | --------- |
| Thế giới    | 9 tháng 7 năm 2010   | Phát trực tuyến (nghe trước)                                                             | LaFace      | [ 12 ]    |
| Hoa Kỳ      | 12 tháng 7 năm 2010  | Đĩa đơn phát thanh                                                                       | LaFace Jive | [ 6 ]     |
| Hoa Kỳ      | 13 tháng 7 năm 2010  | Đài phát thanh hit đương đại Đài phát thanh rhythmic đương đại Đài phát thanh mainstream | LaFace Jive | [ 14 ]    |
| Thế giới    | 13 tháng 7 năm 2010  | Tải kỹ thuật số                                                                          | LaFace      | [ 15 ]    |
| Hoa Kỳ      | 3 tháng 8 năm 2010   | Đĩa đơn CD (bản "OMG" Cory Enemy Club Mix)                                               | Jive        | [ 125 ]   |
| New Zealand | 6 tháng 8 năm 2010   | Tải kỹ thuật số (bản "Lil Freak" Mig & Rizzo Extended Mix)                               | Jive        | [ 123 ]   |
| Úc          | 3 tháng 9 năm 2010   | Đĩa mở rộng (gồm 7 bản remix)                                                            | Jive        | [ 124 ]   |
| Hoa Kỳ      | 28 tháng 9 năm 2010  | Đĩa mở rộng (gồm 9 bản remix)                                                            | LaFace      | [ 126 ]   |
| Hoa Kỳ      | 19 tháng 10 năm 2010 | Đĩa đơn CD (bản "More")                                                                  | Jive        | [ 122 ]   |